# Khoai sọ
Khoai sọ (Colocasia antiquorum) là một loài thực vật cũng như một loại rau nhiệt đới, có liên quan chặt chẽ với khoai môn (Colocasia esculenta), được sử dụng chủ yếu để lấy thân dày (củ). Ở hầu hết các giống cây trồng đều có vị chát nên cần phải nấu chín cẩn thận. Lá non cũng có thể nấu chín và ăn được, nhưng (không giống khoai môn) chúng có vị hơi chát.

## Tại Việt Nam
Tại Việt Nam có nhiều giống khoai sọ như khoai sọ trắng, khoai sọ sớm, khoai sọ muộn, khoai sọ nghệ, khoai sọ núi, khoai sọ dọc tía, khoai sọ dọc trắng, khoai sọ dọc xanh, khoai sọ dọc tím...

## Sử dụng
Khoai sọ dùng để ăn tươi, hoặc nấu canh, làm các món hầm nhưng không phù hợp cho chế biến công nghiệp...

## Hình ảnh

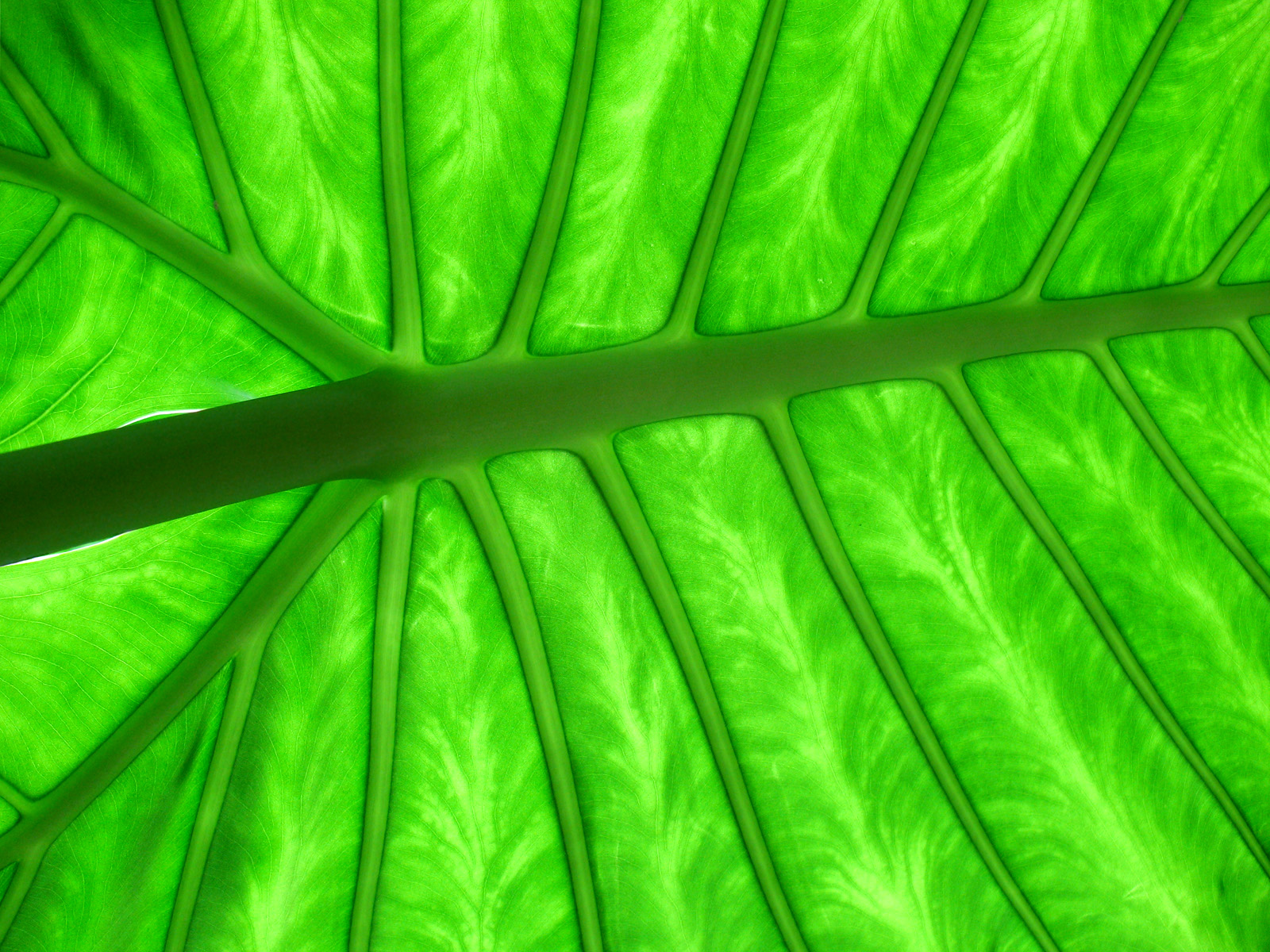
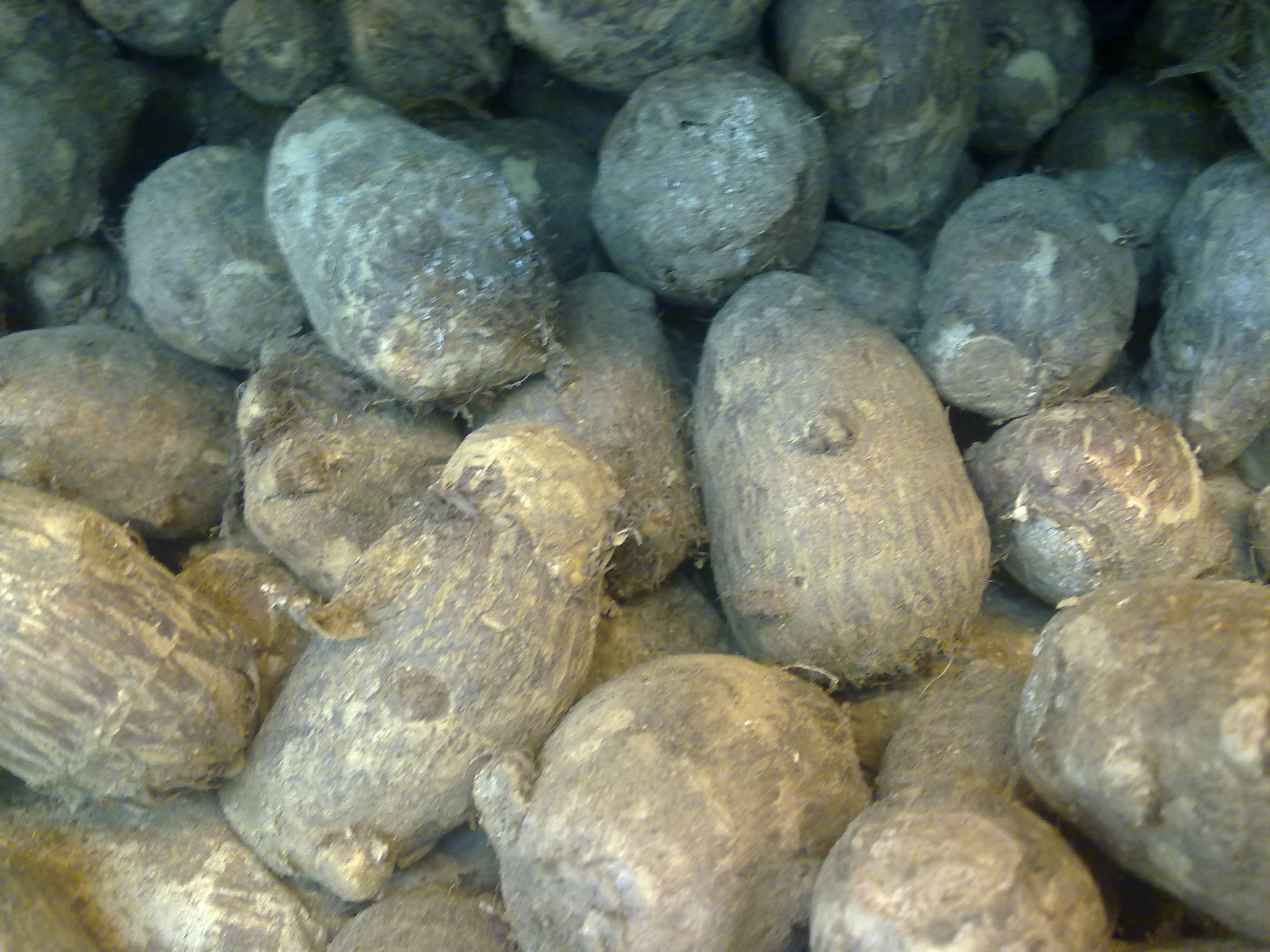
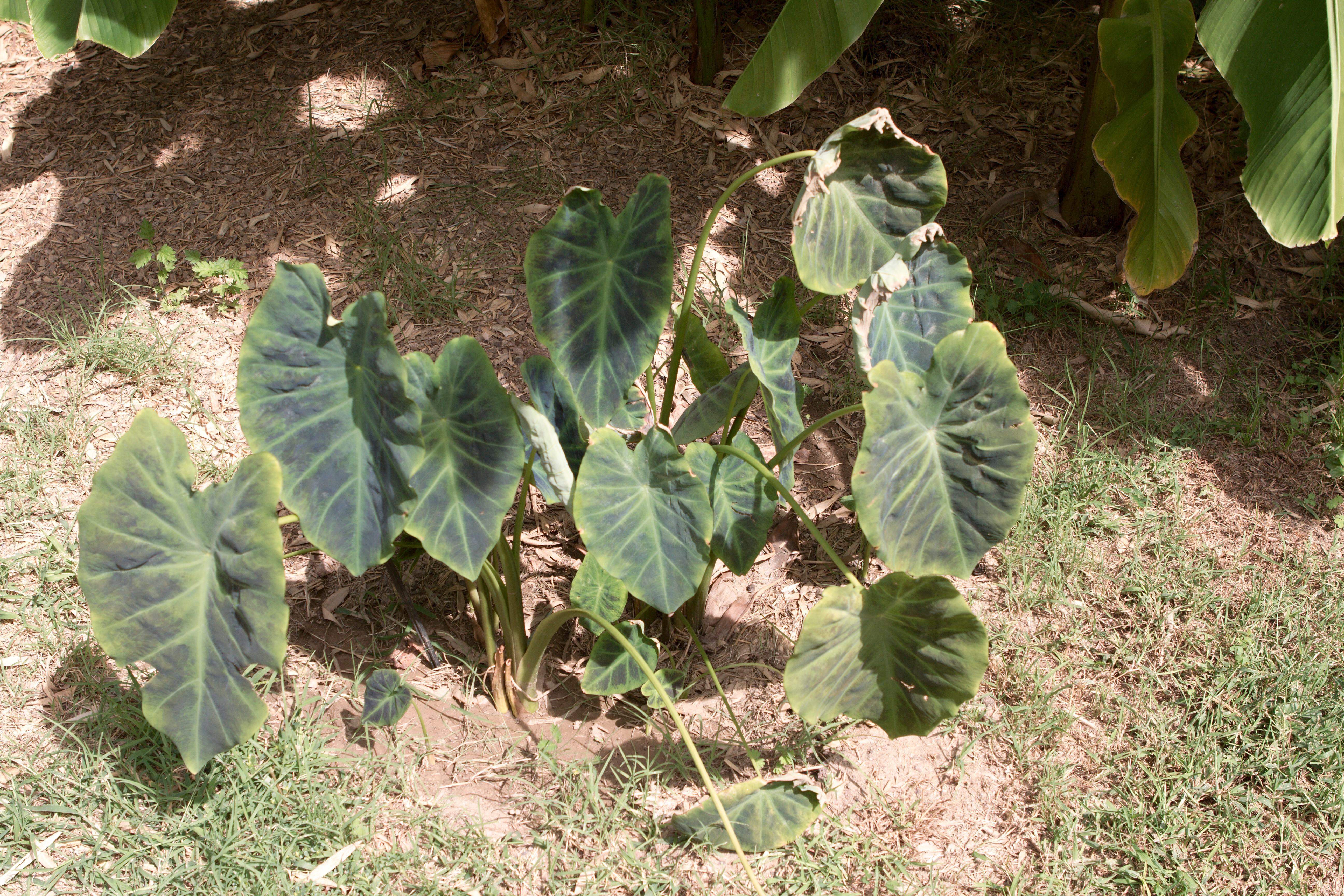
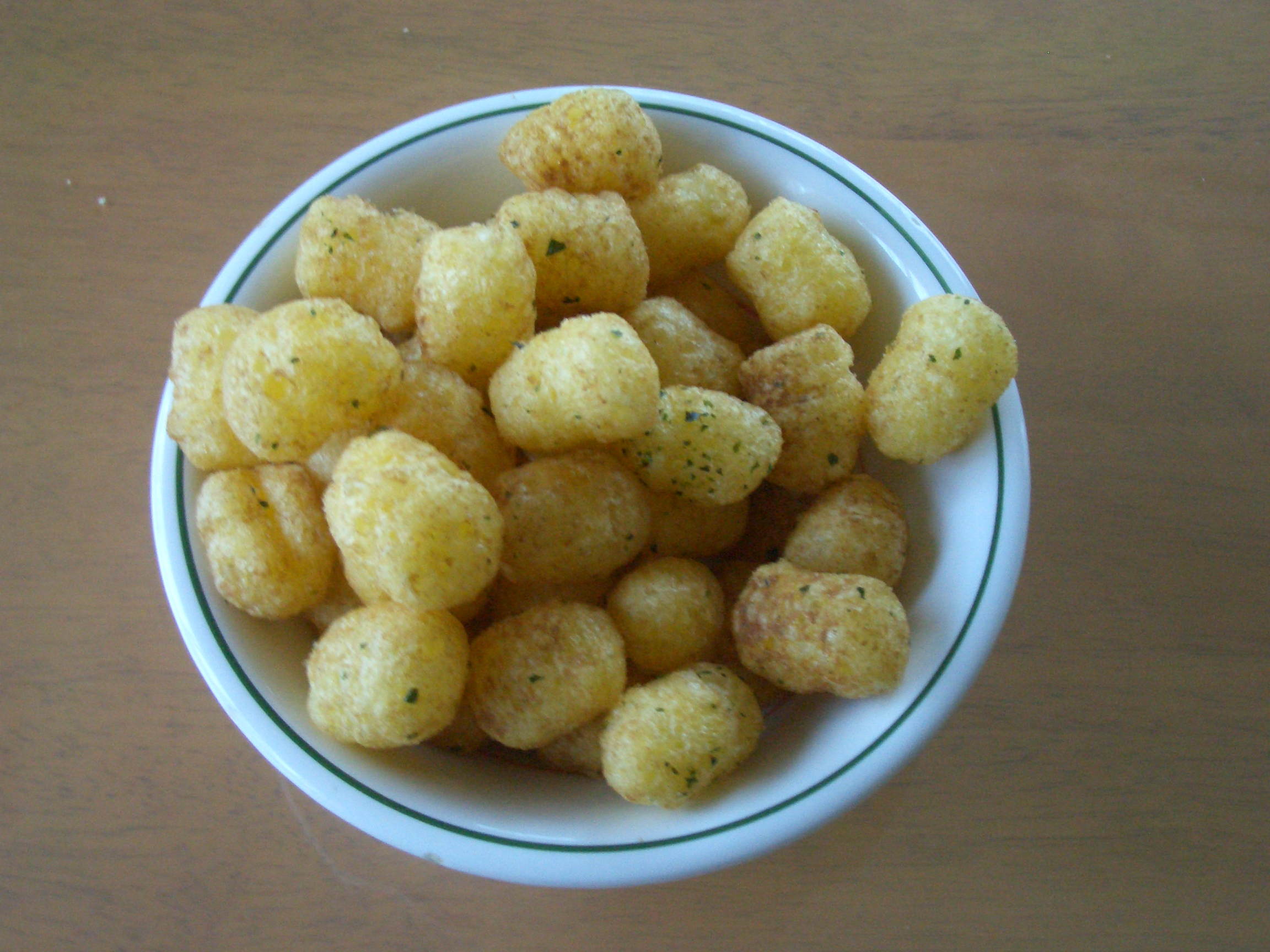